# 月山道路
月山道路（がっさんどうろ）は、山形県西村山郡西川町砂子関から同県鶴岡市大網に至る、全長30.9 kmの国道112号のバイパス道路である。

## 概要
愛称名は「月山花笠ライン」。このほか、旧道（大越・六十里越）と区別するため「月山新道」と称されることがあるほか、「月山道」と省略して呼称している報道機関（山形放送など）がある。
月山IC付近（月山ICの約100 m鶴岡市寄り） - 鶴岡市大網中台付近（66.7キロポスト）の十座沢橋まで自動車専用道路であり、月山入口交差点 - 月山IC付近と鶴岡市中台付十座沢橋 鶴岡市田麦俣字清水尻は一般道路である。ただし、一般道路の区間も歩道等が設置されておらず、自動車以外（原動機付自転車を含む125cc以下の二輪車、ミニカー、軽車両、歩行者）の利便には供されておらず、一般道路の区間も自動車専用道路区間と大差ない道路である。また、東北横断自動車道酒田線のうち、月山ICと湯殿山ICを結ぶ路線とされており、山形自動車道に並行する一般国道自動車専用道路に指定されている。ただし、本道路は高速道路ナンバリングの対象路線とはなっていない。
山形を代表する景勝道路として、旧建設省と「道の日」実行委員会により制定された日本の道100選に選定されている。なお、当道路は通行料金徴収がない無料の道路で、高規格幹線道路（高速自動車国道に並行する一般国道自動車専用道路）としては珍しく、青色の案内標識が使用されている。
先述の通り、月山IC - 湯殿山ICは山形自動車道に並行する一般国道自動車専用道路に指定されているが、このうち月山IC付近と鶴岡市中台付近 - 湯殿山ICは一般道路であり、月山道路が山形自動車道の間に割り込むように接続している。

### 路線データ
- 延長：30.9 km（内15.9 km自動車専用道路区間）
  - 起点：山形県西村山郡西川町砂子関（横手トンネルから山形市方向へ800 m付近）
  - 終点：山形県鶴岡市大網（大網橋付近）
- 道路規格 : 第1種第4級（自動車専用道路区間）、第3種第3級（一般道路区間）
- 通行不能区間：自動車専用道路区間（歩行者、軽車両、原付車、125cc以下の二輪車（迂回路：六十里越街道））
  - 冬季閉鎖区間：なし
- 指定区間：全線

## 歴史
当道路が開通するまでは、山形 - 鶴岡間は「六十里越街道」と呼ばれる1.5車線の九十九折の峠道を通っていた。昭和28年に国道112号として指定されたが、1960年代に入り徐々にモータリゼーションが始まったことで、昭和33年から37年にかけて6倍増の交通量となったことや、峠越えのバスの行き違いの困難さ、冬季通行止めとなる峠道は支障が出つつあった。
同じ頃、1956年に発足した日本道路公団は全国で有料道路の事業化を図る道路を調査し、「日本道路公団調査・技術資料総覧」（日本道路公団計画部調査課 編：1962年（昭和37年）発刊）にまとめたが、五番目の事業化調査道路として「月山道路」を掲載することとなった。しかしその後、日本道路公団としては実際には事業化はしなかったが、昭和41年度、全長30.9 kmのうち、西川町砂子関 - 同町月山沢4.5 kmを寒河江ダム工事事務所（寒河江ダム管理所）が、西川町月山沢 - 同町大越4.2 kmを山形県が、残り西川町大越 - 鶴岡市大網22.2 kmを酒田工事事務所（酒田河川国道事務所）がそれぞれ工事を担当することで事業化することとなった。
冬季の豪雪や険しい地形のため、着工から12年、総事業費464億円がかかり、また多くの犠牲者を出しながらも、1981年7月に全線開通した。

### 年表
- 1966年度：工事着工
- 1979年：湯殿山交差点 - 鶴岡市田麦俣字清水尻間が部分開通。
- 1981年7月17日 : 月山入口交差点 - 湯殿山交差点が開通し、全線開通。
- 1991年 : 冬季夜間の通行止め規制が解除。
- 1995年11月30日 : 月山沢IC（現：月山IC） - 田麦俣IC（現：湯殿山IC）が山形自動車道に並行する一般国道自動車専用道路に指定。
- 1998年度 : 中台交差点が立体化。「月山道路リフレッシュ集中工事」を開始。
- 1999年度 : 湯殿山交差点が立体化。
- 1999年10月29日 : 月山IC開通により山形自動車道と接続。
- 2000年9月30日 : 湯殿山IC開通により山形自動車道と接続。「月山道路リフレッシュ集中工事」完工。
- 2010年 : 月山入口交差点-月山IC付近、中台立体-鶴岡市田麦俣字清水尻の最高速度が50 km/h→60 km/hに引き上げ。

## 路線状況
道路の愛称「月山花笠ライン」は、山形県民からの公募によるもので1982年（昭和57年）7月の開通に合わせて命名された。全30.9 km区間のなかに、橋梁が44か所、トンネルが9か所設けられている。
日本有数の豪雪地帯である地域を横断するため、開通から1990年までは、冬季の夜間は通行止めとなっていた。しかし、交通量の増加や山形自動車道に接続する高速ネットワークに組み込まれた道路となっていることもあって道路監視や除雪の体制が強化され、年間を通じて終日通行することができるようになっている。
この道路は、単に山形県内陸部と庄内地方を結ぶ路線としてのみならず、高速道路で関東地方や仙台市方面から庄内地方との間を結ぶ重要な路線であり、ひとたび不通になればこれらの地域の生活に大きな支障をきたす。
そのため、平成30年12月に国土交通省は大雪時の道路交通の確保に向けて「『タイヤチェーン装着車』のみ通行可能とするチェーン規制区間」である全国13区間のうちの一つとして、月山道路の西川町志津 - 鶴岡市上名川間を該当区間として公開した（実際に規制開始となるのは2018年12月現在は未定）。
この区間は山形自動車道の計画区間で唯一、基本計画のままとなっているが、仮にこの区間を更に高規格に改良する場合、10 km程度の長大トンネルを中心とした大規模な工事が見込まれる。なお、周辺地域を含めて地盤が不安定な地域であり、当道路でも八紘沢橋が崩落する事故などが発生している（後述）。

### インターチェンジなど
- IC番号欄の背景色が■である部分については道路が供用済みの区間を示している。また、施設名欄の背景色が■である部分は施設が供用されていない、または完成していないことを示す。
- 路線名の特記がないものは市町道。
- 英略字は以下の項目を示す。
IC：インターチェンジ

| IC番号             | 施設名         | 接続路線名                           | 山形から (km) | 備考           | 所在地 | 所在地 |
| ------------------ | -------------- | ------------------------------------ | ------------- | -------------- | ------ | ------ |
| 国道112号 山形方面 |                |                                      |               |                |        |        |
| -                  | 月山入口交差点 | 国道112号（旧道）                    | 49.16         |                | 山形県 | 西川町 |
| -                  | 月山沢交差点   | 山形県道27号大江西川線               | -             | 立体交差       | 山形県 | 西川町 |
| 9                  | 月山IC         | E48 山形自動車道（福島・山形方面）   | 50.43         |                | 山形県 | 西川町 |
| -                  | 湯殿山立体     | 湯殿山有料道路（湯殿山神社本宮方面） |               | -              | 山形県 | 鶴岡市 |
| -                  | 中台立体       |                                      | 67.4          |                | 山形県 | 鶴岡市 |
| 10                 | 湯殿山IC       | E48 山形自動車道（鶴岡方面）         | 70.7          | 西川方面出入口 | 山形県 | 鶴岡市 |
| -                  | 田麦俣字清水尻 | 国道112号（旧道）                    | 71.4          |                | 山形県 | 鶴岡市 |
| 国道112号 酒田方面 |                |                                      |               |                |        |        |

### 主なトンネルと橋
- 横手トンネル（西村山郡西川町砂子関）
- 砂子関トンネル（西村山郡西川町砂子関）
- 大暮橋（月山入口交差点 - 月山沢交差点）
- 志津トンネル（月山IC - 湯殿山立体） : 535 m
- 葦谷地橋（月山IC - 湯殿山立体）
- 大越川橋（月山IC - 湯殿山立体）
- 頭光滝沢橋（月山IC - 湯殿山立体）
- 月山第一トンネル（月山IC - 湯殿山立体） : 2,620 m
- 八紘沢橋（湯殿山立体 - 中台立体）
- 湯殿山トンネル（湯殿山立体 - 中台立体） : 665 m
- 鍋倉沢橋（湯殿山立体 - 中台立体）
- 月山第二トンネル（湯殿山立体 - 中台立体） : 1,530 m
- 十座沢橋（湯殿山立体 - 中台立体）
- 岩菅沢橋（中台立体 - 湯殿山IC）
- 田麦川橋（中台立体 - 湯殿山IC）

### 道路管理者
1981年の完成時には鶴岡側の一部を除き山形県で維持管理していたが、翌1982年度からは西川町大越より以西は全線酒田工事事務所（酒田河川国道事務所）で管理を始めた。また、1986年度からは西川町内区間を山形工事事務所（山形河川国道事務所）で管理を始め、全線が国直轄の管理となった。
- 国土交通省
  - 東北地方整備局 山形河川国道事務所：西村山郡西川町砂子関（起点）から月山第一トンネル坑口（山形市側）
  - 東北地方整備局 酒田河川国道事務所：月山第一トンネル坑口（山形市側）から鶴岡市大網（終点）

### 車線・最高速度
| 区間                                | 車線 上下線=上り線+下り線 | 最高速度 |
| ----------------------------------- | ------------------------- | -------- |
| 月山入口交差点-鶴岡市田麦俣字清水尻 | 2=1+1                     | 60 km/h  |

### 交通量
24時間交通量（台） 道路交通センサス
| 区間                | 平成17（2005）年度 | 平成22（2010）年度 | 平成27（2015）年度 |
| ------------------- | ------------------ | ------------------ | ------------------ |
| 月山IC - 湯殿山立体 | 08,429             | 09,331             | 06,812             |
| 中台立体 - 湯殿山IC | 08,429             | 09,295             | 08,217             |

（出典：「平成22年度道路交通センサス」・「平成27年度全国道路・街路交通情勢調査」（国土交通省ホームページ）より一部データを抜粋して作成）

### 交通障害
1996年（平成8年）6月に朝日村（現：鶴岡市）田麦俣にある八紘沢橋の橋脚にひびが見つかった影響で、当道路は3日間にわたって全面通行止めとなった。この影響により、物流や観光業など約1億2,000万円の経済損失があったとされ、地域経済は大きな打撃を受けた。その後もしばらくは片側交互通行が続いたため、国道13号と国道47号へ迂回する車両も少なくなかった。
2004年（平成16年）5月16日、湯殿山スキー場入り口付近の村道で地すべりの恐れがあるとして、当道路はこの付近の区間において全面通行止めになった。なお、通行止めになった当初は復旧の見込みが全く立たず、国道13号と国道47号（新庄市経由）へ、のちには国道7号と国道113号へ迂回するように呼びかけていた。また、当道路を経由する高速バスが新庄経由となったほか、ほかにも影響を受けた業界は多かった。同年5月22日、湯殿山スキー場入口付近の約0.5 km区間が終日片側交互通行になり、全面通行止めは解除された。同年6月2日、片側交互通行規制は解除され、18日間続いた通行規制は全て終了した。

## 地理
出羽三山の霊峰月山・湯殿山を中心とする山岳地帯に位置する。出羽三山は、磐梯朝日国立公園の中にある山形県を代表する景勝地である。日本有数の豪雪地帯であり、険しい山岳地形を横断するこの道路は、古来より「六十里街道」と呼ばれ、月山・湯殿山・羽黒山の登山口として山岳信仰と深いかかわりを持つ。春は残雪と新緑、夏は深緑、秋には紅葉と四季の変化ごとに美しい景観を見ることができる。道路沿線には、夏スキーのメッカとして全国的に知られる月山があり、また、月山山麓には弓張平公園が整備され、月山志津温泉を利用した観光地となっている。

### 通過する自治体
- 山形県
  - 西村山郡西川町 - 鶴岡市

### 接続高速道路
- E48 山形自動車道（月山ICで接続）
- E48 山形自動車道（湯殿山ICで接続）

## 関連文献
- 辻靖三, 千葉勝美「月山道路工事報告」『道路』1981年12月号、日本道路協会、1981年12月、34-38頁、ISSN 0012-5571。